# Bouzaréah (distrito)
Bouzaréah é um distrito localizado na província de Argel, no norte da Argélia.[carece de fontes?]

## Municípios
O distrito está dividido em quatro municípios:
- Bouzaréah
- Béni Messous
- Ben Aknoun
- El Biar